# Черети (Пиза)
Черети је насеље у Италији у округу Пиза, региону Тоскана.
Према процени из 2011. у насељу је живело 658 становника. Насеље се налази на надморској висини од 84 м.